# Saga di Urza

Il logo italiano del set

Saga di Urza (Urza's Saga in inglese) è un'espansione del gioco di carte collezionabili Magic: l'Adunanza, edito da Wizards of the Coast. In vendita in tutto il mondo dal 12 ottobre 1998, è il primo set di tre del blocco di Urza, che comprende anche Eredità di Urza e Destino di Urza.

## Ambientazione
(Serra)
La storia di Saga di Urza interrompe momentaneamente la linea di eventi narrati nel precedente ciclo di Rath e fa un balzo indietro nel tempo, riprendendo la storia dell'espansione Antiquities che narrava la guerra dei Fratelli. Ora Mishra è morto, mentre il fratello Urza è diventato un Viandante Dimensionale, e grazie ai suoi nuovi e pressoché illimitati poteri viaggia attraverso il multiverso alla ricerca di un modo per distruggere i phyrexiani, responsabili a parer suo della morte del fratello. Questa espansione del gioco è ambientata in diversi luoghi: Phyrexia, il Reame di Serra, Shiv, Tolaria.

## Caratteristiche

Il logo originale del set

Saga di Urza è composta da 350 carte, stampate a bordo nero, così ripartite:
- per colore: 57 bianche, 57 blu, 57 nere, 57 rosse, 57 verdi, 57 incolori, 32 terre.
- per rarità: 110 comuni, 110 non comuni, 110 rare e 20 terre base.

Il simbolo dell'espansione è composto da due ingranaggi, e si presenta nei consueti tre colori a seconda della rarità: nero per le comuni, argento per le non comuni, e oro per le rare.
Saga di Urza è disponibile in bustine da 15 carte casuali e in 4 mazzi tematici precostituiti da 60 carte ciascuno:
- Special Delivery (verde/rosso)
- The Plague (bianco/nero)
- Sleeper (bianco)
- Tombstone (Bianco/blu/nero)

Saga di Urza fu presentata in tutto il mondo durante i tornei di prerelease il 26 settembre 1998, in quell'occasione venne distribuita una speciale carta olografica promozionale: il Drago dei Fulmini.

### Ristampe
Nel set sono state ristampate le seguenti carte da espansioni precedenti:
- Rito Oscuro (presente in tutti i set base fino alla Quinta Edizione compresa e nelle espansioni Era Glaciale, Mirage e Tempesta)
- Disincantare (presente in tutti i set base fino alla Quinta Edizione compresa e nelle espansioni Era Glaciale, Mirage e Tempesta)
- Anaconda (presente in due versioni differenti nel set introduttivo Portal)
- Predoni delle Paludi (dal set introduttivo Portal)
- Ippopotamo Capobranco (dal set introduttivo Portal)
- Spostare Incantesimo (dai set Leggende e Chronicles)
- Esaurimento (dai set introduttivi Portal e Portal Seconda Era)
- Matrona Goblin (dal set introduttivo Portal Seconda Era)
- Predone Goblin (dal set introduttivo Portal Seconda Era)
- Guerriero Gorilla (dal set introduttivo Portal)
- Balsamo Curaferite (presente in tutti i set base fino alla Quinta Edizione compresa e nell'espansione Mirage)
- Fulmine a Frammentazione (dal set introduttivo Portal Seconda Era)
- Pacifismo (dalle espansioni Mirage e Tempesta)
- Sentiero di Pace (dai set introduttivi Portal e Portal Seconda Era)
- Peste (presente in tutti i set base fino alla Quinta Edizione compresa)
- Trabocchetto (dal set Era Glaciale)
- Debolezza Magica (presente in tutti i set base fino alla Quinta Edizione compresa e nelle espansioni Era Glaciale, Mirage e Tempesta)
- Presenza del Maestro (dall'espansione Leggende)
- Pioggia di Sale (dal set introduttivo Portal)
- Maresciallo Veterano (dal set introduttivo Portal)
- Fuoco Selvaggio (dal set introduttivo Portal Seconda Era)

## Novità
Saga di Urza propone nuove tematiche e meccaniche di gioco, come gli incantesimi che diventano creature, e nuove abilità definite da parole chiave.

### Nuove abilità

#### Ciclo
L'abilità ciclo permette, pagando il costo di attivazione dell'abilità, di scartare la carta e pescarne un'altra. La carta con ciclo finisce così nel cimitero.

#### Eco
Questa abilità obbliga il controllore della creatura con Eco a pagare il costo aggiuntivo di Eco il primo mantenimento seguente il turno in cui quella creatura è entrata in gioco. Il giocatore in questione può decidere di non pagare il costo di Eco (o perché non può o perché non vuole) e in questo caso la creatura viene sacrificata.